# Lilium matangense
Lilium matangense ist eine Pflanzenart aus der Gattung der Lilien (Lilium) in der Asiatischen Sektion. Sie wurde 1985 von Jie Mei Xu erstbeschrieben.

## Beschreibung
Lilium matangense ist eine ausdauernde, krautige Pflanze und erreicht eine Wuchshöhe zwischen 23 und 35 Zentimetern. Die weiße Zwiebel ist annähernd eiförmig mit einem Durchmesser zwischen 1 und 1,5 Zentimetern, die Schuppen sind lanzettlich, zwischen 2 und 2,5 Zentimetern lang und 5 bis 10 Millimeter breit. Der Stängel ist rein grün, am Ansatz fein papillös, die Wurzeln wachsen knapp oberhalb der Zwiebel. Die verteilt stehenden linearen Blätter sind zwischen 6 und 11 Zentimetern lang und 1 bis 4 Millimeter breit, einnervig und an den Rändern fein papillös.
Im Juli blüht die Art mit nickenden Einzelblüten. Die lanzettförmigen, 2,5 bis 3,5 Zentimeter langen und 5 bis 7 Millimeter breiten Blütenhüllblätter sind weiß, hellbraun überhaucht und teils purpur-braun gefleckt.
Der blassgrüne und haarlose Fruchtknoten ist 1 bis 1,5 Zentimeter lang und 2 Millimeter breit, die Staubfäden 1,2 bis 1,5 Zentimeter und unbehaart. Die länglich-runden, gelben Staubbeutel sind 4 bis 5 Millimeter lang. Der blassgrüne Griffel erreicht eine Länge zwischen 1 und 1,3 Zentimetern.

## Verbreitung
Die Art ist endemisch im Kreis Barkam, im Nordwesten Sichuans in der Volksrepublik China. Sie wächst dort in Höhenlagen zwischen 3200 und 3300 m.